# Cheongyang-gun
Cheongyang-gun är en landskommun (gun) i den sydkoreanska provinsen Södra Chungcheong. Totalt har området ett invånarantal på 31 571 invånare (2020) och en area på 479 km².
Kommunen är indelad i en köping (eup), centralorten  Cheongyang-eup, och nio socknar (myeon): 
Bibong-myeon,
Cheongnam-myeon,
Daechi-myeon,
Hwaseong-myeon,
Jangpyeong-myeon,
Jeongsan-myeon,
Mok-myeon,
Namyang-myeon och
Ungok-myeon.